# Homolka (hradiště)
Homolka je pravěké hradiště na východním okraji Stehelčevsi v okrese Kladno. Nachází se ve vrcholové části návrší stejnojmenného vrchu nad Dřetovickým potokem. Osídleno bylo ve středním eneolitu lidem řivnáčské kultury. Hradiště je od roku 1967 chráněno jako kulturní památka.

## Historie

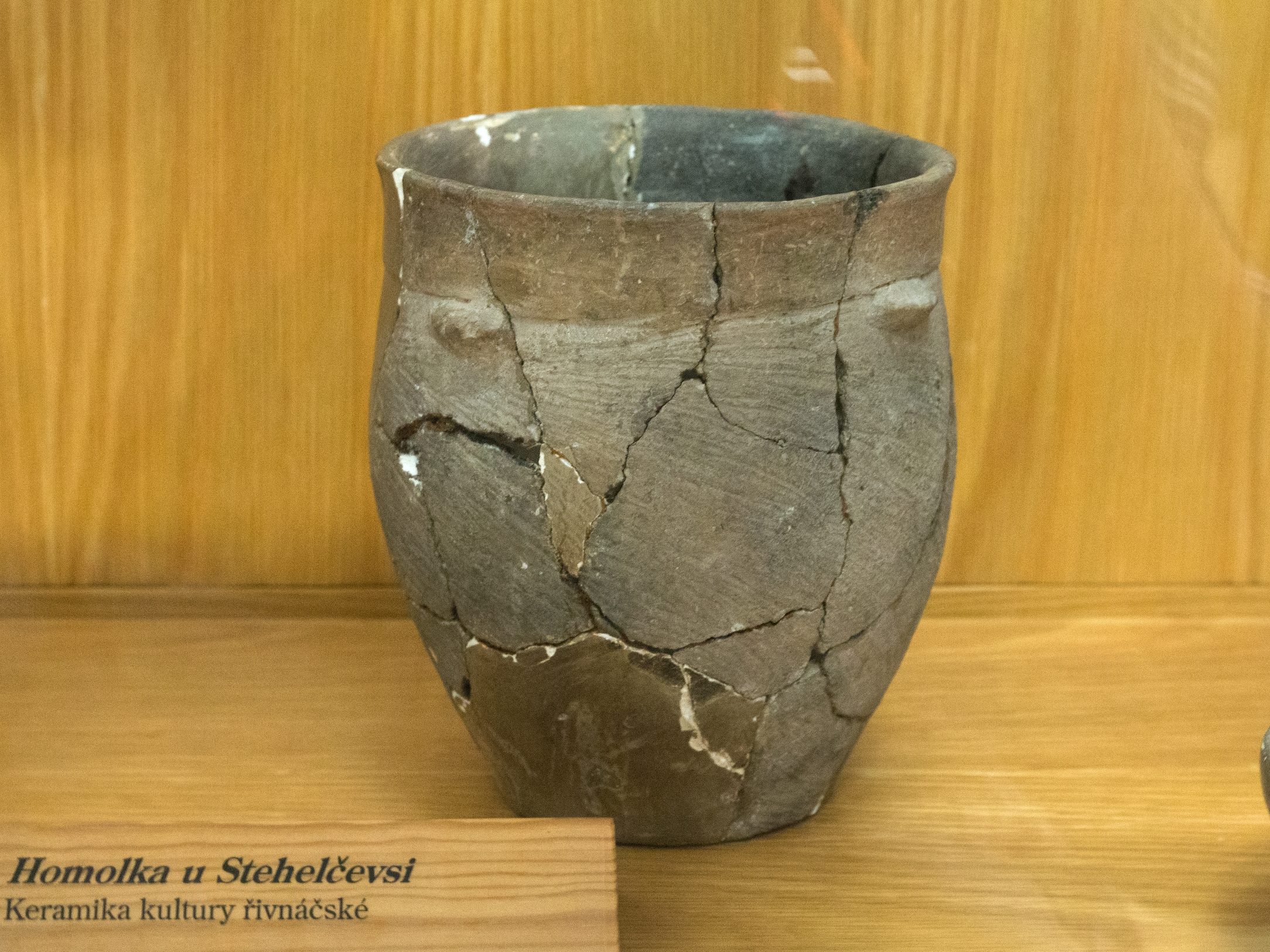
Řivnáčská keramika z Homolky uložená ve Sládečkově vlastivědnému muzeu v Kladně

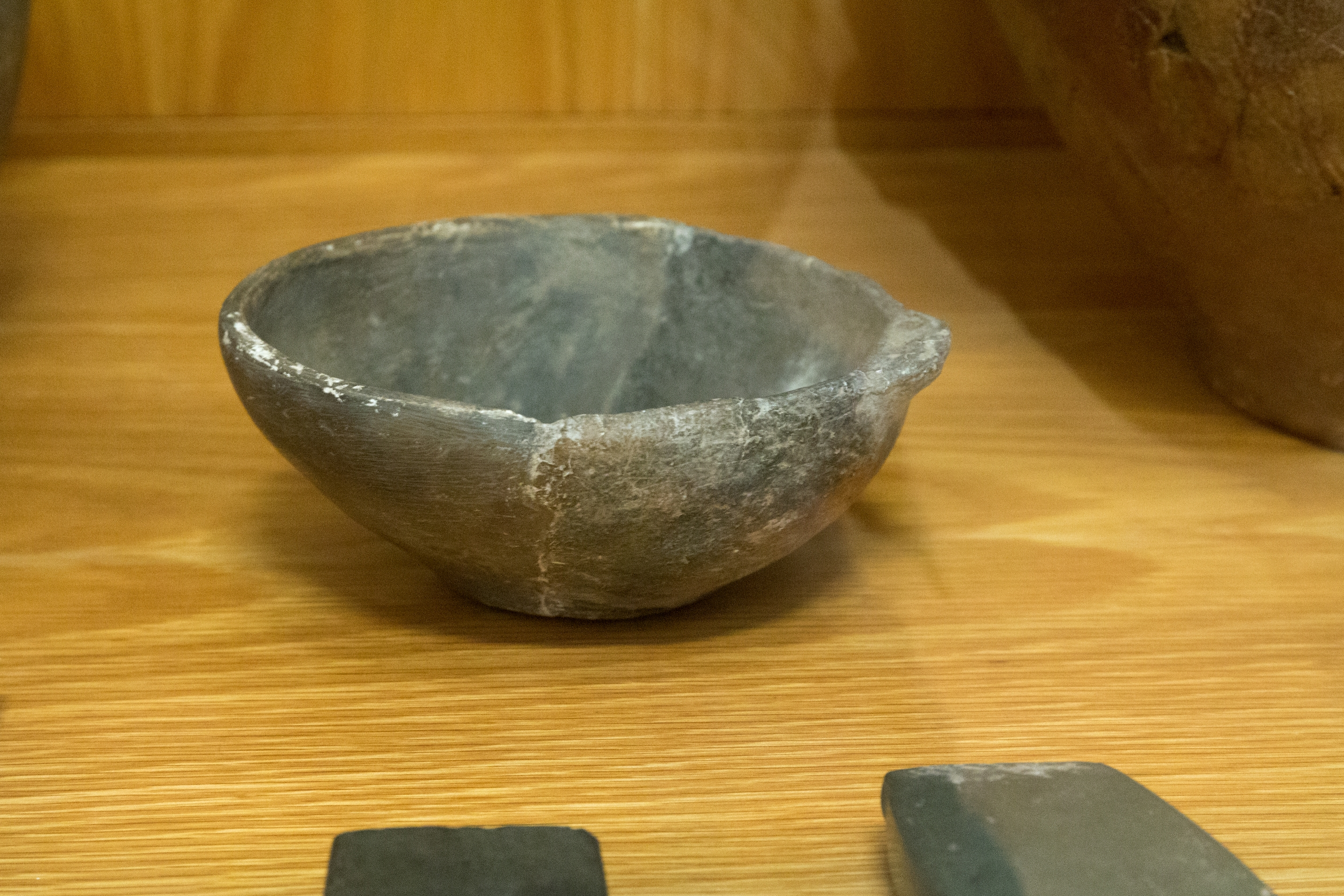
Řivnáčská keramika z Homolky uložená ve Sládečkově vlastivědnému muzeu v Kladně

Hradiště bylo osídleno ve středním eneolitu příslušníky řivnáčské kultury. Datování umožnily keramické zlomky, z nichž bylo možné sestavit například typické džbánky s rohatými uchy. Část keramiky však patřila také ke kultuře kulovitých amfor a vučedolské kultuře. Sídliště zaniklo požárem nejspíše krátce po vybudování mladšího opevnění. V době bronzové stála na pahorku jediná chata obydlená příslušníky únětické kultury.
Pozůstatky osídlení byly objeveny na konci devatenáctého století. V letech 1929–1931 na lokalitě proběhl archeologický výzkum expedice V. J. Fewkese z philadelpské univerzity. Další výzkum vedl R. W. Ehrich ve spolupráci s Emilií Pleslovou v letech 1960–1961.

## Přírodní poměry
Pahorek je tvořen algonkickými břidlicemi blovického souvrství. Leží v geomorfologickém celku Pražská plošina, podcelku Kladenská tabule a okrsku Hostivická tabule. Převýšení nade dnem údolí Dřetovického potoka dosahuje 20–22 metrů.

## Stavební podoba
Hradiště s trojúhelníkovým půdorysem zaujalo vrcholovou plošinu s rozměry 150 × 100 metrů. Na severní a západní straně je chránily strmé svahy. Při průzkumu obvodového opevnění byly doloženy dvě stavební fáze. Ve starší době sídliště obklopovala palisáda, jejíž kůly byly zapuštěny do třicet centimetrů širokého základového žlabu. Na jižní straně, kde je svah pahorku mírný, opevnění zesiloval dva metry široký příkop vytesaný ve skále. Do hradiště vedly tři vstupy. Jedna brána bývala na jižní straně a druhá stála v severovýchodním cípu opevnění. Obě byly široké asi 2,5 metru a tvořila je křídla palisády protažená směrem dovnitř i ven z hradiště. Vstup do jižní brány navíc chránila předsazená kůlová bariéra. Menší dvojitá branka na severní straně umožňovala nejkratší přístup ke zdroji vody.
V pozdější době došlo k rozšíření hradiště a v souvislosti s tím také k zesílení opevnění. Na severní straně přibyl vnější příkop. Na jižní straně vznikla nová hradba posunutá níže po svahu. Jejím jádrem se stala dřevěná stěna z dvojic svislých kůlů postavených asi 2,5 metru od sebe, mezi něž byly zasunuty vodorovné kůly. K této stěně byl z obou stran nasypán hlinitý val. Vstup do hradiště zůstal na jižní straně a brána měla podobnou konstrukci jako ty ve starší palisádě.
Archeologickým výzkumem bylo v době mladšího osídlení rozpoznáno 26 obytných staveb soustředěných podél hradby, i když jejich počet byl pravděpodobně vyšší. Byly mezi nimi povrchové i zahloubené objekty s přibližně čtvercovým půdorysem. Obvykle byly maximálně šest metrů dlouhé a 3–4 metry široké. Jediná větší chalupa měla půdorys s rozměry 8 × 5 metrů.